# Klein Lukow
Klein Lukow ist ein Ortsteil der Stadt Penzlin im Landkreis Mecklenburgische Seenplatte in Mecklenburg-Vorpommern (Deutschland).

## Geografie
Klein Lukow liegt in der Mecklenburgischen Seenplatte, westlich des Tollensesees. Die Umgebung ist durch Felder, Wälder und den 6,3 Hektar großen Klein Lukower See gekennzeichnet. Die Stadt Penzlin ist etwa sechs Kilometer von Klein Lukow entfernt.

## Geschichte

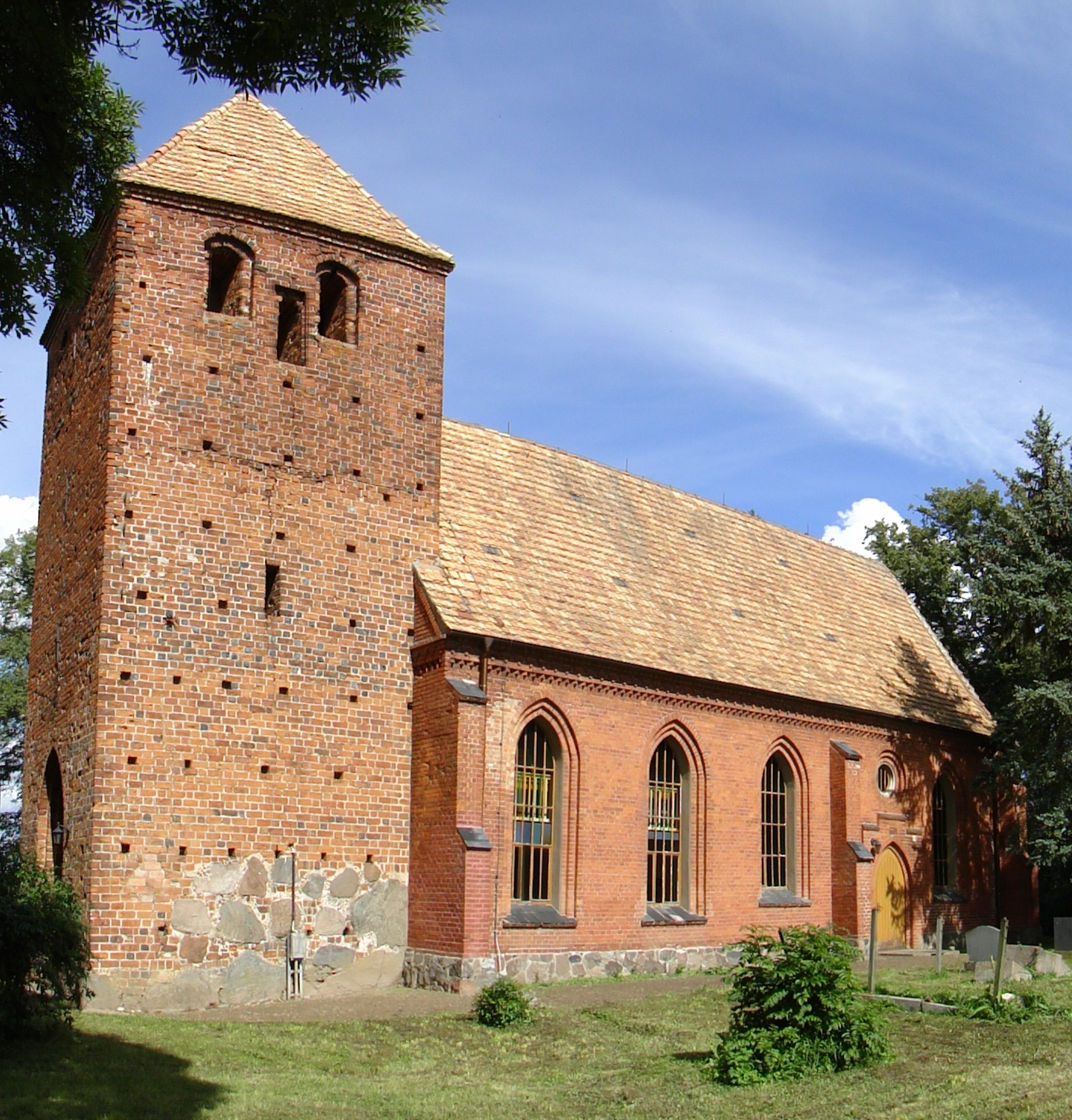
Kirche in Groß Lukow

Der Ortsname Lukow deutet auf eine ursprünglich slawische Siedlung hin und könnte sich vom altslawischen Lokator Luka ableiten, also „Ort des Luka“. In der Zeit der deutschen Ostkolonisation entstand oft neben dem vorhandenen und später Klein- benannten Ort ein in unmittelbarer Nähe befindliches Groß-Pendant. Um 1230 wurde Klein Lukow erstmals in alten Unterlagen der Stadt Penzlin erwähnt. Zu Beginn des 14. Jahrhunderts ist Groß Lukow in Kirchenbüchern nachgewiesen. Klein und Groß Lukow entwickelten sich getrennt durch den zwischen beiden Orten liegenden Klein Lukower See. Zeitweise galt vor 1500 noch die Bezeichnung Wendisch-Lukow, der Ort war zu jener Zeit Nebengut der Familie von Maltzan-Grubenhagen und einer Familie von Holstein. Die Spuren der von Maltzan im Ort führen bis Anfang des 19. Jahrhunderts zu Julius von Malzan Freiherr von Wartenberg und Penzlin, Klosterhauptmann von Dobbertin.  Innerhalb dieser größten mecklenburgischen Adelsfamilie wechselte nach einem Duell innerhalb der Anverwandtschaft nochmals der Besitz an eine die Familienlinie Peckael-Rothenmoor. Der nördlich liegende ehemalige Ortsteil Carlstein entwickelte sich aus einer Meierei und ist schon seit Ende des 18. Jahrhunderts ein Teil der Gemeinde. Carlstein galt als Lehngut und gehörte um 1900 zum Ritterschaftlichen Amt Neustadt. Klein Lukow dagegen zählte zum Ritterschaftlichen Amt Stavenhagen. Die Besitzgesamtgröße wird zu jener Zeit für beide Güter mit 576,9 ha ausgewiesen. Eigentümer war der mittelbar aus Hamburg stammende Reserveoffizier im 2. Mecklenburgischen Dragoner-Regiment, Rudolf Ernst Schröder. Schröder wurde auch umgehend Mitglied der Dt. Landwirtschaftsgesellschaft. Seine Familie erhielt 1904 den Mecklenburgischen Adelsbrief. Letzter Gutsbesitzer war Ernst von Schröder (1892–1968), der 1954 Janet von Schröder-Schwansee heiratete, die später in Hamburg einen Verlag gründete. Schröder jun. selbst begann seine Karriere auf der Ritterakademie Brandenburg und am Gymnasium Ratzeburg, nachfolgend mit Studium in Cambridge und erlernte Landwirtschaft in der Provinz Hannover. Im Krieg diente er wie alle späteren Gutsbesitzer als Offizier.
Vom ehemaligen Gutshaus in Groß Lukow sind nur noch die Reste eines englischen Landschaftsparkes erhalten geblieben. Das Gutshaus, ein zweigeschossiges, 13-achsiges Bauwerk mit einem Mittelrisalit, wurde einst nach Plänen des Architekten Paul Korff erbaut. Kurz vor der großen Wirtschaftskrise umfasste das Rittergut Klein Lukow im Amt Waren gelegen 908,1 ha. Betrieben wurde eine große Schafsviehwirtschaft 670 Tieren, eine Schweinezucht mit 400 Tieren. In den Ställen standen 76 Pferde. Das Gut selbst hatte den Status eines alten Lehngutes.
Von 1885 bis 1945 lag Klein Lukow an der Bahnlinie von Neubrandenburg nach Kargow. Am 1. Juli 1950 wurde die bis dahin eigenständige Gemeinde Groß Lukow eingegliedert.
Die vormals eigenständige Gemeinde Klein Lukow mit ihren Ortsteilen Carlstein, Klein Lukow und Groß Lukow hatte am 31. Dezember 2009 konkret 247 Einwohner auf einer Fläche von 14,13 km². Am 1. Januar 2011 wurde sie in die Stadt Penzlin eingemeindet.

## Sehenswürdigkeiten
- Denkmalgeschützte Kirche in Groß Lukow mit Turm aus dem 15. Jahrhundert und dem Kirchenschiff von 1866

## Verkehrsanbindung
Die Bundesstraße 192 führt südlich vorbei. Die nächsten größeren Bahnhöfe befinden sich in Neubrandenburg und Neustrelitz.

## Persönlichkeiten

### Söhne und Töchter des Ortes
- Wolfgang Plottke (1948–2024), Ruderer